# NFR-90
NFR-90 (англ. NATO Frigate Replacement for 90s, «заміна фрегата НАТО в 1990-х роках») — міжнародна програма з розробки єдиного фрегата для низки країн НАТО. Відмінності у вимогах різних країн до проєктованого кораблю призвели до того, що проєкт був припинений на початку 1990-х років.
Проєкт був спрямований на економію коштів за рахунок побудови великої серії кораблів нового покоління. Попередні розробки почалися в 1985 році. Офіційний початок програмі було покладено 25 січня 1988 року підписанням країнами-учасницями меморандуму про наміри. Остаточна конфігурація фрегата і його бойові можливості стали предметом широкого обговорення. Передбачалося широке застосування технології «стелс», що включала спеціальну форму надбудови і застосування радіопоглинаючих покриттів; поліпшені засоби розмагнічування; зниження акустичних шумів за допомогою звукоізоляції двигунів і механічних пристроїв. Модульна побудова дозволяла легко переконфігурувати корабель для виконання різних типів операцій і погодити суперечливі вимоги країн-учасниць до характеристик фрегата.
На початковому етапі проєктування основні протиріччя виникли з питання протикорабельної зброї. Франція лобіювала ракету «Екзосе» власного виробництва, тоді як інші країни-учасниці воліли «Гарпун». Велика Британія на основі свого досвіду Фолклендської війни була стурбована відсутністю на кораблі системи комплексу ППО самооборони.
Припинення проєкту було викликано виходом з нього двох головних учасників — США і Великої Британії. США не були задоволені вузькою спеціалізацією корабля, воліючи багатоцільові кораблі типу «Арлі Берк». Велика Британія мала намір покинути проєкт в 1988 році, проте продовжила роботу, очікуючи великих замовлень для кораблебудівних підприємств і постачальників військового обладнання. Проте, в 1989 році Велика Британія залишила проєкт, вважаючи, що новий фрегат не зможе стати повноцінною заміною есмінцям типу 42.
У 1992 році Франція, Італія і Велика Британія взяли участь у спільному проєкті «Орідзонте», який став черговою спробою співробітництва в галузі військового кораблебудування. Цей проєкт виявився більш успішним, незважаючи на те, що Велика Британія відмовилася від нього на користь власного есмінця типу 45. Франція та Італія продовжили роботу, створивши спільний фрегат типу «Горизонт», проте кількість побудованих одиниць (4) була значно меншою, ніж спочатку планувалося.
Аналогічний проєкт з розробки спільного фрегата (англ. Trilateral Frigate Program) був здійснений Нідерландами, Іспанією та Німеччиною.

## Країни-учасниці
- Велика Британія
- Німеччина
- Італія
- Іспанія
- Канада
- Нідерланди
- США
- Франція